# Traenheim
Traenheim är en kommun i departementet Bas-Rhin i regionen Grand Est (tidigare regionen Alsace) i nordöstra Frankrike. Kommunen ligger i kantonen Wasselonne som tillhör arrondissementet Molsheim. År 2022 hade Traenheim 655 invånare.

## Befolkningsutveckling
Antalet invånare i kommunen Traenheim
| Referens: INSEE |